# The Equalizer - Il vendicatore
The Equalizer - Il vendicatore (The Equalizer) è un film del 2014 diretto da Antoine Fuqua.
La pellicola, con protagonista Denzel Washington, è l'adattamento cinematografico della celebre serie televisiva degli anni Ottanta Un giustiziere a New York. Il film è interpretato anche da Marton Csokas, Chloë Grace Moretz, David Harbour, Haley Bennett, Bill Pullman e Melissa Leo. 
È il primo film del franchise The Equalizer.

## Trama
Robert McCall è un marine, divenuto in seguito agente segreto della Defense Intelligence Agency (DIA), ora in pensione, che, dopo aver finto la sua morte, decide di trascorrere una vita tranquilla a Boston. Quando però decide di aiutare una prostituta, Alina "Teri", entra nel mirino della mafia russa, e in particolare di Teddy, che tenta di eliminarlo attraverso agenti corrotti della polizia di Boston. Robert McCall è quindi costretto a tornare in azione.
Robert incontra Slavi, il protettore di Teri che ha picchiato la ragazza al punto da farla finire in ospedale, e gli offre 9 800 dollari per liberare Teri dal giro della prostituzione. Al rifiuto di Slavi, Robert mostra tutte le sue abilità di combattimento e lo uccide insieme ai suoi uomini in pochi secondi.
A seguito dell'accaduto Teddy arriva in città e, dopo una meticolosa indagine, inizia a sospettare di Robert, intuendo che egli non è un individuo qualunque, eppure né lui né i suoi uomini riescono a trovare informazioni che indichino che abbia avuto un addestramento speciale.
Teddy capisce che il passato di Robert è stato appositamente nascosto e intende catturarlo per scoprire chi sia davvero e per chi lavori.
Teddy organizza così un agguato a Robert nel bar in cui di solito si reca a leggere, ma Robert, senza che nessuno se ne accorga, uccide un uomo di Teddy inviato in avanscoperta nel bar e uscendo individua la macchina in cui si trova Teddy e lo fotografa col cellulare. Teddy si getta all'inseguimento di Robert insieme a tre poliziotti corrotti, ovvero Frank Masters e gli agenti Pederson e Remar. Dopo essere riuscito a fuggire, Robert individua due dei poliziotti corrotti durante il loro giro di raccolta del pizzo ai negozianti, e mostra loro un video che li riprende in flagrante mentre estorcono denaro. Robert, dopo averli anche picchiati, costringe i due agenti a restituire il denaro estorto in cambio della non diffusione del video.
A quel punto Robert si rifugia da Susan Plummer (ex collega ai tempi della CIA); nonostante Susan non abbia più molta influenza nella CIA, decide di aiutare Robert mostrando le foto di Teddy ai suoi ex-colleghi e scopre che lavora per un certo Vladimir Pushkin, un boss della mafia russa estremamente ricco e potente, che gestisce tutti i più loschi traffici per i clienti più ricchi e influenti, tra cui un giro di prostitute come Teri, in realtà ragazze scomparse perché rapite dai suoi uomini e obbligate a vendersi, oltre ad avere a libro paga alcuni poliziotti di Boston, tra cui Masters, Pederson e Remar, questi ultimi due nel frattempo uccisi dalla mafia russa per non essere riusciti a prendere McCall.
L'ultimo detective corrotto rimasto, Masters, è nascosto in casa sua, temendo di essere il prossimo che i russi uccideranno. Robert arriva prima e lo costringe, minacciando di ucciderlo, a portarlo nel deposito principale della città dove Pushkin tiene un'enorme quantità di denaro. Robert e Masters arrivano in una fabbrica per la macellazione della carne che funge da copertura, dietro cui si cela in realtà il deposito dei soldi. Robert, minacciando il capo della banda (Andri), che è di guardia ai soldi, lo costringe a ordinare ai suoi uomini di arrendersi. Dopo aver ammanettato Masters, McCall riesce a convincerlo ad aiutarlo, facendosi consegnare le informazioni che aveva raccolto come via di fuga nel caso in cui tutto fosse andato storto, nascoste in una cassetta di sicurezza. Masters viene poi arrestato mentre la polizia e l'FBI trovano tutti i membri della banda legati e centinaia di pallet con dozzine di milioni di dollari in contanti.
Teddy incontra nuovamente Robert e quest'ultimo gli dà il numero di un cellulare prepagato, offrendogli la possibilità di arrendersi chiamando Pushkin per convincerlo a fargli cessare le attività, altrimenti continuerà a uccidere i suoi uomini, lui incluso. Subito dopo, Robert usa le prove raccolte da Masters per scoprire tutti i loschi traffici di Pushkin e le invia a un agente dell'FBI, dopodiché fa saltare in aria le petroliere appartenenti allo stesso boss mafioso. Tutto ciò fa perdere all'uomo un'enorme quantità di milioni di dollari e il rispetto dei suoi amici potenti, i quali non gli rivolgono più la parola.
Teddy scopre che Robert è legato ai dipendenti del suo posto di lavoro, un grande magazzino di articoli da ferramenta, e decide di prenderli in ostaggio per costringere Robert a uscire allo scoperto. La squadra di Teddy attende al varco Robert, il quale, però, riesce a entrare nel posto senza farsi notare e a liberare gli ostaggi, dando a Ralphie, il giovane amico che, grazie al suo sostegno, era appena diventato sorvegliante, il compito di portare al sicuro tutti facendoli uscire dal retro. Robert affronta gli uomini di Teddy uno alla volta usando gli attrezzi e gli strumenti da lavoro presenti sugli scaffali. Riesce a ucciderli quasi tutti, ma uno di loro lo mette in difficoltà, nonostante riesca poi a ucciderlo. Ralphie, tornato indietro per aiutarlo, segue le istruzioni di Robert e riesce a fare in modo che l'ultimo scagnozzo di Teddy perisca in un'esplosione. Il ragazzo, ferito a una gamba, inseguito da Teddy e senza vie di uscita, si appresta ad affrontare il russo, quando Robert giunge in suo aiuto colpendo ripetutamente Teddy con una sparachiodi, uccidendolo.
Alcuni giorni dopo, Pushkin trova seduto nel suo bagno, fuori dalla doccia, proprio Robert, arrivato fino a Mosca per ucciderlo. L'ex agente della CIA, dopo aver tolto di mezzo il boss e tutti i suoi uomini all'interno dell'abitazione prima di lui, torna negli Stati Uniti. Uscita dall'ospedale, Alina lo incontra per strada e gli rivela che ha trovato un lavoro onesto e che si sta costruendo finalmente una vita vera. La ragazza ringrazia Robert per tutto ciò che ha fatto per lei e i due si separano. Robert, avendo capito di poter ancora aiutare le persone, su Internet, nell'anonimato, si presenta come una persona desiderosa di aiutare coloro che sono in difficoltà, ricevendo una richiesta d'aiuto. Per lui non è ancora giunto il momento di ritirarsi.

## Produzione
Le riprese del film iniziano il 13 giugno 2013 e si svolgono nello stato del Massachusetts, tra le città di Haverhill, Chelsea, South Hamilton, Ipswich, Boston e Salisbury.

### Cast
- Denzel Washington interpreta Robert McCall. Inizialmente fu scelto l'attore Russell Crowe per il ruolo, che però dovette lasciare il progetto. Nella serie televisiva il protagonista era interpretato da Edward Woodward.
- L'attrice Melissa Leo ha preso parte al terzo episodio della prima stagione della serie TV.

## Promozione
Il primo trailer del film viene diffuso il 24 maggio 2014.

## Distribuzione
Il film è stato presentato al Toronto International Film Festival il 12 settembre 2014.
La pellicola è stata distribuita nelle sale cinematografiche statunitensi a partire dal 26 settembre 2014, mentre in quelle italiane dal 9 ottobre.

## Accoglienza

### Incassi
A fronte di un budget di 55 milioni di dollari, la pellicola ne ha incassati circa 101,5 milioni in Nord America e 90,8 milioni nel resto del mondo, per un totale di 192330738 $.

### Critica
Il film ha ricevuto recensioni positive da parte della critica. Sull'aggregatore di recensioni Rotten Tomatoes ha un indice di gradimento del 61% basato su 204 recensioni, con un voto medio di 5,7 su 10. Su Metacritic ottiene un punteggio di 57 su 100 basato su 41 recensioni.

## Riconoscimenti
- 2015 - People's Choice Award
  - Candidatura per il film thriller preferito dal pubblico
- 2015 - Saturn Award[8]
  - Candidatura per il miglior film thriller
  - Candidatura per il miglior attore emergente a Chloë Grace Moretz
- 2015 - Black Reel Award
  - Candidatura per il miglior attore a Denzel Washington
- 2015 - NAACP Image Award
  - Miglior regista a Antoine Fuqua
  - Candidatura per il miglior attore a Denzel Washington
  - Candidatura per la miglior sceneggiatura a Richard Wenk

## Sequel
Nell'aprile 2015, la Sony ha annunciato il sequel del film, nuovamente interpretato da Denzel Washington e diretto da Antoine Fuqua. Il film, la cui distribuzione era stata inizialmente fissata dalla Sony per il 29 settembre 2017, è stato distribuito nelle sale cinematografiche statunitensi a partire dal 20 luglio 2018 e in quelle italiane dal 13 settembre dello stesso anno.
Il 18 aprile 2018 viene diffuso il primo poster del sequel.